# Districte d'Ile
El districte d'Ile és un districte de Moçambic, situat a la província de Zambézia. Té una superfície de 5.589 kilòmetres quadrats. En 2007 comptava amb una població de 289.891 habitants. Limita al nord i nord-est amb el districte d'Alto Molócuè, al norf-oest amb el districte de Gurué, a l'oest amb els districtes de Namarroi i Lugela, al sud amb els districtes de Mocuba, Maganja da Costa i Pebane i a l'est amb el districte de Gilé.

## Divisió administrativa
El districte està dividit en dos postos administrativos (Ile, Mulevala i Socone), compostos per les següents localitats:
- Posto Administrativo d'Ile:
  - Ile
  - Calaia
  - Mungulama/Hatxue
  - Namanda
  - Nampexo
  - Nipiode
  - Palane/Vieriva
- Posto Administrativo de Mulevala:
  - Chiraco
  - Micalane
  - Mucata
  - Namigonha
  - Ruge
  - Tebo
- Posto Administrativo de Socone:
  - Curruane (Macopola)
  - Socone